# Faris Vehabović
Faris Vehabović (* 23. Mai 1967 in Sarajevo) ist ein bosnisch-herzegowinischer Jurist und Richter am Europäischen Gerichtshof für Menschenrechte.

## Leben und Wirken
Vehabović studierte ab 1987 Rechtswissenschaften an der Universität Sarajevo, wo er 1993 seinen Abschluss machte. Von 1996 bis 2000 arbeitete er als Rechtsberater im Büro des bosnischen Ombudsmannes für Menschenrechtsfragen. Nach seinem Anwaltsexamen 2001 war Vehabović bis 2007 als Registrar des  tätig. 2005 erwarb er im Rahmen eines interdisziplinären Studiengangs der Universitäten Sarajevo und Bologna den Titel Master of European Studies. Von 2007 bis 2012 war Vehabović Richter am Verfassungsgerichtshof für Bosnien und Herzegowina, ab 2008 auch dessen Vizepräsident. 2012 wurde er als Nachfolger von Ljiljana Mijović als Vertreter Bosnien-Herzegowinas zum Richter am Europäischen Gerichtshof für Menschenrechte. Seine Amtszeit begann am 3. Dezember 2012 und endete planmäßig 2021. Da indes noch kein Nachfolger bestimmt wurde, verbleibt er einstweilen im Amt.